# Векслин, Носон-Бер Залманович
Но́сон-Бер За́лманович Ве́кслин (11 марта 1897, Витебск ― 17 октября 1942, Норильсклаг) ― советский учёный и педагог. Ректор Казанского государственного университета в 1931—1935 годах.

## Биография
Родился 11 марта (по новому стилю) 1897 года в Витебске в семье капельмейстера местного пожарного оркестра Залмана Иделевича Векслина (1865—?) и Ривки Носон-Беровны Нодель (1869—?). В том же году семья переехала в Двинск (родители были уроженцами Двинска). В 1917 году поступил в Военно-медицинскую академию в Петрограде. С 1918 по 1920 годы учился на медицинском отделении Казанского университета.
В 1920 году воевал в Крыму в составе 1-й ударной огневой бригады 51-й дивизии под командованием Блюхера: участвовал в боях под Каховкой, Перекопом, Симферополем, Одессой.
В первой половине 1920-х годов окончил географический факультет Восточного педагогического института.
С середины 1920-х годов работал преподавателем общественных дисциплин в вузах Казани и школах командирского состава.
В 1927 году ему было присвоено учёное звание доцента, а в 1931 году ― профессора. С 1931 по 1935 год работал в качестве директора КГУ. В 1927 году был в составе советской научной делегации, возглавляемой О. Ю. Шмидтом, работал в научных учреждениях Германии. В 1932 году совмещал эту должность с должностью ректора новообразованного Казанского авиационного института.
С 1932 года ― заведующий кафедрой экономической географии КГУ. С конца 1920-х годов по 1936 год работал на ответственных должностях последовательно в Госкомстате и Народном комиссариате просвещения Татарской АССР. С 11 января 1931 до 29 апреля 1935 года занимал должность директора Казанского государственного университета. На посту директора возглавил работу по перестройке высшей школы, её программ, учебных планов, реорганизации университетской структуры, укреплению связи учебной работы с производством.
Делегат Первого съезда Союзного Географического общества, член Оргкомитета съезда.
В январе 1937 года был арестован с последующим заключением под стражу. Через 7 месяцев (с 20 на 21 августа 1937 года) арестовали жену Векслина, Варвару Дмитриевну, а их детей отправили в разные детские дома в Ярославскую область.
В августе 1937 года военной коллегией Верховного суда ТАССР Векслину был вынесен приговор: 10 лет лишения свободы с конфискацией имущества. Он был этапирован из Москвы в Вологду, затем на Соловецкие острова в СЛОН и окончательно в Норильск. Умер в Норильсклаге 17 октября 1942 года.
Реабилитирован посмертно в 1956 году «за отсутствием состава преступления».
Автор более 20 научных и просветительских работ, посвящённых территориально-производственному районированию и краеведению.